# Bengt Eklund (musiker)
Bengt Eklund, född 1 januari 1944 i Norrköping, död 30 mars 2007 i Göteborg, var en svensk trumpetare och professor.
Bengt Eklund var professor i trumpet vid Norges Musikhögskola och professor i trumpet, kammarmusik och mässingblåsmetodik vid Högskolan för scen och musik vid Göteborgs universitet.
Han grundade 1982 Göteborg brass band och ledde denna ensemble fram till sin död. De blev flerfaldiga svenska mästare i brassband.
Bengt Eklund var far till trumpetaren Niklas Eklund.